# Comuna Säffle
Säffle (Säffle kommun) este o comună din comitatul Värmlands län, Suedia, cu o populație de 15.276 locuitori (2013).

## Geografie

### Zone urbane
Lista celor mai mari zone urbane din comună (anul 2015) conform Biroului Central de Statistică al Suediei:
| Nr | Zona urbană  | Pop.  |
| -- | ------------ | ----- |
| 1  | Säffle       | 9.150 |
| 2  | Svanskog     | 485   |
| 3  | Värmlandsbro | 273   |

## Demografie
| \| Evoluția demografică în comuna Säffle, 1970–2015 \| Evoluția demografică în comuna Säffle, 1970–2015 \| Evoluția demografică în comuna Säffle, 1970–2015 \| Evoluția demografică în comuna Säffle, 1970–2015 \| Evoluția demografică în comuna Säffle, 1970–2015 \| \| ----------------------------------------------------------------------------------------------------- \| ------------------------------------------------ \| ------------------------------------------------ \| ------------------------------------------------ \| ------------------------------------------------ \| \| An \| \| \| Locuitori \| \| \| 1970 \| 1970 \| \| 20234 \| 20234 \| \| 1975 \| 1975 \| \| 19740 \| 19740 \| \| 1980 \| 1980 \| \| 18985 \| 18985 \| \| 1985 \| 1985 \| \| 18149 \| 18149 \| \| 1990 \| 1990 \| \| 17979 \| 17979 \| \| 1995 \| 1995 \| \| 17554 \| 17554 \| \| 2000 \| 2000 \| \| 16639 \| 16639 \| \| 2005 \| 2005 \| \| 16080 \| 16080 \| \| 2010 \| 2010 \| \| 15547 \| 15547 \| \| 2015 \| 2015 \| \| 15366 \| 15366 \| \| Sursa: SCB - Statistika Centralbyrån, Folkmängd efter region, civilstånd, ålder och kön. År 1968–2016 \| \| \| \| \| |      |  |           |       |
| Evoluția demografică în comuna Säffle, 1970–2015 |      |  |           |       |
| An |      |  | Locuitori |       |
| 1970 | 1970 |  | 20234     | 20234 |
| 1975 | 1975 |  | 19740     | 19740 |
| 1980 | 1980 |  | 18985     | 18985 |
| 1985 | 1985 |  | 18149     | 18149 |
| 1990 | 1990 |  | 17979     | 17979 |
| 1995 | 1995 |  | 17554     | 17554 |
| 2000 | 2000 |  | 16639     | 16639 |
| 2005 | 2005 |  | 16080     | 16080 |
| 2010 | 2010 |  | 15547     | 15547 |
| 2015 | 2015 |  | 15366     | 15366 |
| Sursa: SCB - Statistika Centralbyrån, Folkmängd efter region, civilstånd, ålder och kön. År 1968–2016 |      |  |           |       |